# Urophora chakassica
Urophora chakassica
 es una especie de insecto díptero. Shcherbakov lo describió científicamente por primera vez en el año 2001.
Esta especie pertenece al género Urophora de la familia Tephritidae.